# Henrich Deetjen

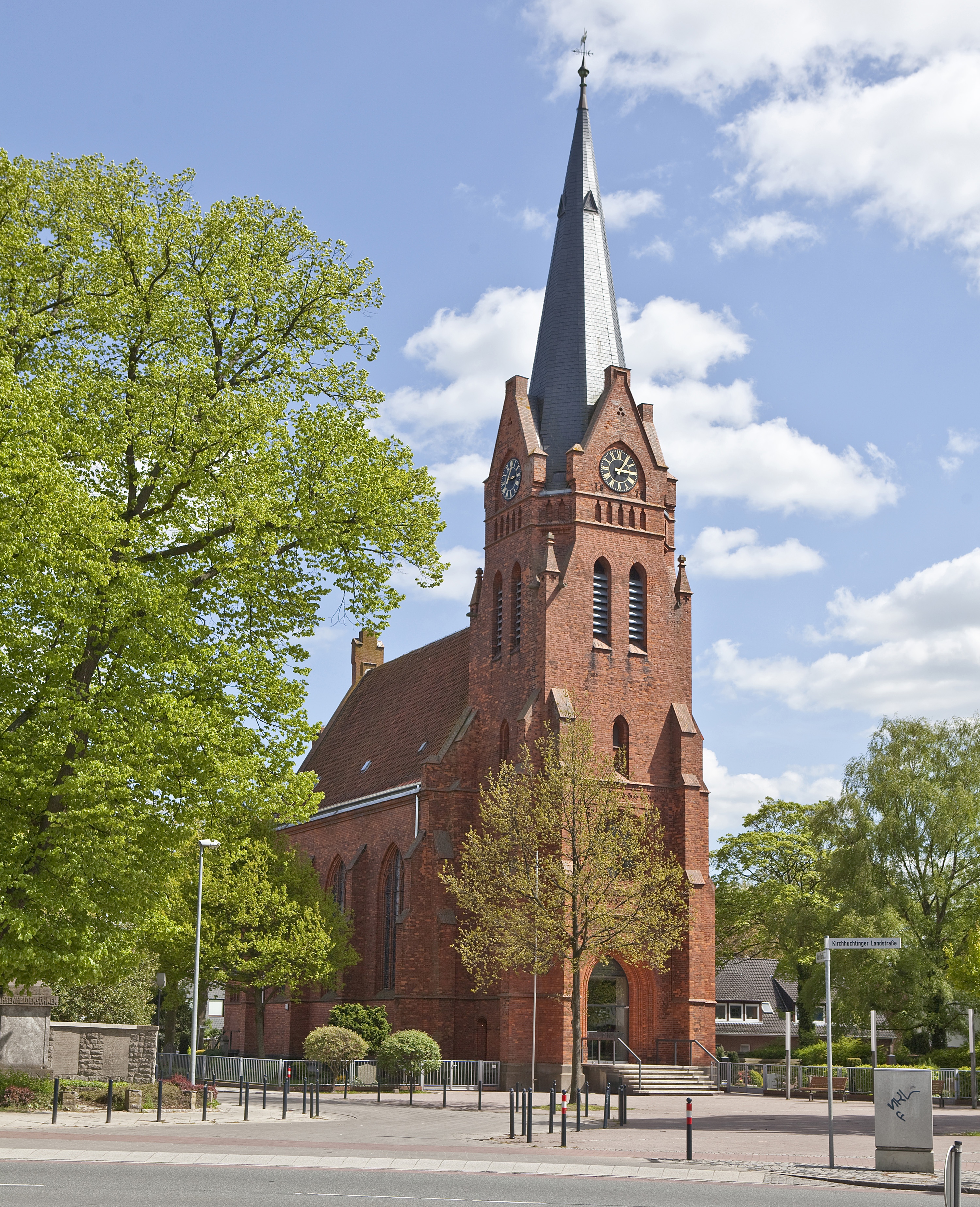
St. Georgs-Kirche

Henrich Deetjen (* 10. Juli 1844 in Seehausen bei Bremen; † 1916) war ein deutscher Architekt.

## Biografie
Deetjen absolvierte die Königliche Baugewerkschule Nienburg und studierte von 1863 bis 1867 an der Polytechnischen Schule Hannover. Dort war er Schüler von Conrad Wilhelm Hase. 1868 studierte er in Wien bei Friedrich von Schmidt. Dabei war er in dessen Architekturbüro tätig und arbeitete bei der Restaurierung der Wiener Domkirche St. Stephan mit.
Um 1862 bis 1875 – mit Unterbrechungen – war er im Architekturbüro von Adelbert Hotzen in Hannover tätig. 1870/1871 leistete er Kriegsdienst im Deutsch-Französischen Krieg. Von 1877 bis 1886 führte er zusammen mit dem Architekten Eduard Gildemeister ein eigenes Architekturbüro in Bremen und von 1886 bis 1897 war er alleiniger Inhaber dieses Architekturbüros.
Ab 1897 hatte er die Leitung des Baubüros der Norddeutschen Wollkämmerei und Kammgarnspinnerei in Delmenhorst inne.
Er plante oder führte die Bauleitung u. a. bei  Kirchenbauten und Fabrikanlagen.

## Bauten
- 1860–1862: Mitwirkung beim Wohnhaus Adelbert Hotzen („Hotzenburg“) in Hannover, Haarstraße 5 (Architekt: Adelbert Hotzen)
- Börsennebengebäude in Bremen (Bauleitung; Architekt Heinrich Müller)
- 1862–1869: Mitwirkung beim Schloss in Hastenbeck (Architekt: Adelbert Hotzen)
- 1863–1868: Mitwirkung bei der Restaurierung der Stiftskirche in Bücken (Architekt: Adelbert Hotzen)
- 1873/1874: Mitwirkung beim evangelisch-lutherischen Vereinshaus an der Prinzenstraße in Hannover (Architekt: Adelbert Hotzen)
- 1878/1879: Neubau der evangelisch-lutherischen Kirche St. Georg in Bremen-Huchting, Kirchhuchtinger Landstraße 26, mit Eduard Gildemeister, erhalten[1]
- 1882: Wohnhaus Johann Matthias  Gildemeister, Zusammenschluss aus zwei Wohnhäusern, in Bremen, ehem. Auf der Schleifmühle 22/23, mit Eduard Gildemeister, nicht erhalten[2]
- 1883: Wohnhaus Carl Schütte, Bremen, Rembertistraße 16, mit Eduard Gildemeister, nicht erhalten[3]
- 1888: Verwaltungsgebäude im Bremer Freihafen
- 1889: Aussichtsturm im Bürgerpark Bremen (Bauleitung; Architekt: Heinrich Müller, Bremen)
- 1889: Reihenhäuser an der Schillingstraße, Bremen-Woltmershausen (in Zusammenarbeit mit dem Architekten Wilhelm Weyhe)
- 1891–1895: Landgerichtsgebäude, Bremen Domsheide 16 (Bauleitung; Architekten: Hugo Weber und Ludwig Klingenberg, Bremen)
- 1886–1914: mehrere Kirchen im Raum Bremen
- 1897–1914: Fabrikanlagen der Norddeutschen Wollkämmerei und Kammgarnspinnerei in Delmenhorst (erhalten)
- 1904: Neubau der evangelischen Erlöserkirche in Neudek in Böhmen (erhalten)
- Fabrik- und Verwaltungsbauten in Langensalza, Chemnitz, Kappel und Neudek in Böhmen

## Mitgliedschaften
- Ab 1867: Mitglied der Niedersächsischen Bauhütte in Hannover